# Старый Варяш (Башкортостан)
Ста́рый Варяш (баш. Иҫке Вәрәш) — село в Янаульском районе Башкортостана. Центр Староваряшского сельсовета.

## География
Расположено на левом берегу реки Варяш. Расстояние до:
- районного центра (Янаул): 38 км,
- ближайшей ж/д станции (Янаул): 38 км.

## История
Основано между 1720 и 1748 годами на вотчинных землях башкир Урман-Гарейской волости Казанской дороги ясачными удмуртами, перешедшими впоследствии в сословие тептярей, под названием Варяш. В 1748 году там учтено 98 душ мужского пола. С образованием во второй половине XVIII века деревни Новый Варяш получило современное название. В 1795 году учтено 254 тептяря из удмуртов, в 1859 году — 322 человека.
В 1870 году — деревня 2-го стана Бирского уезда Уфимской губернии, 54 двора и 383 жителя (193 мужчины и 190 женщин), все удмурты. Жители занимались пчеловодством и извозом.
В 1896 году в деревне Старо-Варяш Кызылъяровской волости VII стана Бирского уезда — 82 двора, 508 жителей (271 мужчина, 237 женщин). Показаны инородческая школа (открытая в 1868 году) и кузница.
По данным переписи 1897 года в деревне проживало 507 жителей (262 мужчины и 245 женщин), из них 500 были язычниками.
В 1906 году — 459 жителей, министерская школа.
В 1920 году по официальным данным в деревне той же волости 101 двор и 589 жителей (254 мужчины, 335 женщин), по данным подворного подсчета — 641 удмурт в 102 хозяйствах.
В 1926 году деревня относилась к Бирскому кантону Башкирской АССР.
В 1929 году открылся магазин, в 1930 году — семилетняя школа крестьянской молодежи. В том же году образовался колхоз «Трудовик», к 1937 году вошедший в состав колхоза «Хрущев» (с 1958 года — «Восток»). В 1933–34 годах построен клуб. В 1939 году население села составляло 501 человек, в 1959 году — 368 жителей.
В 1961 году начала работать местная электростанция, с 1963 года — местный радиоузел. Со 2 марта 1972 года — центр Староваряшского сельсовета.
В 1977 году была открыта Староваряшская средняя школа, в следующем году — детский сад.
В августе 1973 года местный клуб  стали  называть сельским домом культуры. Директором  СДК  выбрали Шаритдинова Миншакира  Шаисламовича. Проработав 16 лет директором СДК,   Миншакир Шаисламович   получил звание «Заслуженный работник культуры Республики Башкортостан».
В 1982 году население — около 350 человек. 
В 1989 году — 302 человека (136 мужчин, 166 женщин).
В 1998 году открылось почтовое отделение, улицы села асфальтированы.
В 2002 году — 314 человек (150 мужчин, 164 женщины), удмурты (100 %).
В 2010 году — 285 человек (137 мужчин, 148 женщин).
Имеются средняя школа, детский сад, ФАП, дом культуры (где действует удмуртский народный ансамбль «Югдон»), библиотека.
Село является центральной усадьбой СПК «Восток».

## Население
1. Н/Д[14]